# بايلييرو (كونيو)
بايلييرو (أوكسيتان باليهير  ) هي قرية ومجتمع محلي سابق في وادي مايرا، مقاطعة كونيو في إيطاليا. وهي إحدى مدن بلدية سان داميانو ماكرا  وأبرشية سلاوسيس الكاثوليكية. 
لا ينبغي الخلط بينها وبين قرية بايليريس، التي توجد ضمن نفس بلدية سان داميانو ماكرا. المواثيق القديمة تسميها بالياروم أو Paglierum. استشهد بها في وقت مبكر من عام 1028 في ميثاق تأسيس دير كارماينولا. كانت جزءًا من مركيز سان داميانو. في عام 1716 أدمجت مع سان داميانو. 
في عام 1931 كان عدد سكان القرية 902 نسمة. 